# أورموند باتلر
أورموند باتلر (بالإنجليزية: Ormond Butler)‏ هو لاعب كرة قاعدة أمريكي، ولد في 18 نوفمبر 1854 في فيرجينيا الغربية في الولايات المتحدة، وتوفي في 12 سبتمبر 1915.